# Geomorfología de Chile

Geomorfología de Chile.

La geomorfología de Chile o relieve chileno se puede clasificar, para facilitar su estudio, en cuatro unidades morfológicas de este a oeste, y cinco zonas geomorfológicas de norte a sur.

## Unidades morfológicas
Las unidades morfológicas del paisaje chileno se ubican longitudinalmente; entre ellas destacan:
- Cordillera de los Andes
- Valles transversales
- Depresión intermedia
- Cordillera de la Costa (Chile)
- Planicies litorales o costeras
- Farellón costero
- Valles transversales
- Precordillera

## Importancia de las unidades morfológicas

### Cordillera de los Andes
- Produce un biombo climático, concentrando las precipitaciones en la vertiente pacífica en la zona centro-sur. En la zona norte, detiene las masas de aire húmedo provenientes de Bolivia.
- Alberga recursos mineros, como el cobre.
- Es un factor de riesgo, por su actividad volcánica, además de los aluviones y avalanchas de nieve.

### Depresión intermedia
- Presenta condiciones adecuadas para el asentamiento humano. En el norte del país encierra importantes recursos minerales, que estimulan el establecimiento humano en los lugares más desérticos del país.

### Cordillera de la Costa
- Esta cordillera también produce un biombo climático, que impide el paso de la influencia del mar, que es la de moderar las temperaturas. Esto se acentúa en el norte del país, por sus grandes alturas.
- Alberga recursos mineros, como cobre, hierro, nitratos y salitre.
- Se considera como una barrera que dificulta el acceso desde la costa hacia el interior y viceversa.

### Planicies litorales
- Permiten el asentamiento humano, gracias a las cercanas fuentes de alimento que proporciona el mar.
- En el Norte de Chile las planicies son escasas. En esos lugares la cordillera de la Costa cae directamente en forma de farellón.

### Planicies magallánicas
- Se ubican al norte del estrecho de Magallanes y en la Tierra del Fuego. Es una especie de mesa plana casi sin ninguna elevación y en donde la vista se pierde en el horizonte azotado por vientos fríos y fuertes.

## Zonas geomorfológicas

### Primera zona
"Región septentrional de las planicies desérticas y cordilleras prealtiplánicas"
La primera zona corresponde al territorio de las regiones de Arica y Parinacota, Tarapacá, Antofagasta y parte de Atacama (Norte Grande). Sus características principales son:
- La cordillera de los Andes, que se presenta como un cordón montañoso de 6000 metros de altura. En ella se encuentra el altiplano andino, junto con numerosos volcanes.
- El desierto de Atacama, que se extiende entre los ríos Loa y Copiapó.
- La depresión intermedia, que se presenta como una meseta desértica que es interceptada por vastas quebradas, denominadas pampas.
- Existe una suave pendiente oriental donde se ubican los mayores salares del país, además de los yacimientos salitreros.
- La cordillera de la Costa se presenta ancha, continua y alta, donde su mayor altura se observa en la sierra Vicuña Mackenna.
- En algunos sectores de la cordillera costera se produce una caída abrupta hacia el mar, llamado farellón costero.
- Las planicies costeras se aprecian estrechas, con tramos de poca presencia. Su geomorfología está conformado en parte por planicies y la región montañosa de los Andes.

### Segunda zona
"Región de las planicies litorales y cuencas del sistema montañoso Andino-costero"
La segunda zona se extiende aproximadamente desde la Región de Atacama hasta la Región de Valparaíso (Norte Chico). Sus características principales son:
- La cordillera de los Andes se percibe maciza y alta, presentando la mayor altura del país en el nevado Ojos del Salado.
- Existen cuencas de transición semiáridas, rodeadas por la cordillera.
- Se distinguen cordones transversales que unen las cordilleras formando los valles transversales.
- Los valles transversales, que se desarrollan entre cordones y cordilleras, contienen material de acarreo fluvial y aluvial.
- Las planicies costeras son bastante amplias especialmente en las desembocaduras de los ríos.

### Tercera zona
"Región central de las cuencas y del llano fluvio-glacio-volcánico" 
La tercera zona se extiende aproximadamente por la Región Metropolitana de Santiago, la Región del Libertador General Bernardo O'Higgins, la Región del Maule, la Región de Ñuble (zona centro) y la Región del Biobío (Centro Sur). Sus principales características son:
- La depresión intermedia se observa como un plano inclinado, que es interrumpido por cerrillos, cuencas y cerros islas.
- Existen cerrillos, que se han formado por material volcánico y material de acarreo glaciar.
- Se presentan cuencas de relleno fluvial, glaciar y volcánico.
- Los cerros islas se pueden apreciar como cerros individuales, que anteriormente constituyeron las cimas más altas de cordones montañosos, ahora cubiertos por materiales de relleno.
- Las cordilleras (de los Andes y de la Costa) se acercan en ciertos puntos formando estrechas áreas entre los dos sectores montañosos, también llamadas «angosturas».
- Comienza una franja de relieves precordilleranos de reducida altura, conocidos por el nombre de "La Montaña".
- La depresión intermedia se distingue como un llano longitudinal, relleno por material volcánico, fluvial y glaciar.
- En la cordillera de la Costa se advierten cuencas interiores.

### Cuarta zona
"Región central lacustre y del llano glacio-volcánico"
La cuarta zona se extiende aproximadamente desde la Región de la Araucanía hasta el seno de Reloncaví en la Región de Los Lagos (Zona Sur). Sus características principales son:
- La cordillera de los Andes presenta volcanes activos.
- Entre relieves precordilleranos y cerros se pueden encontrar numerosos lagos, producto del derretimiento glaciar de hace miles de años.
- Las planicies costeras se distinguen como generalmente amplias.

### Quinta zona
"Región patagónica y polar del indlandsis antártico"
La quinta zona empieza aproximadamente desde el sur del seno de Reloncaví, y pasa por la Región de Aysén (Zona Austral), hasta la Región de Magallanes y la Antártica Chilena. Sus principales características son:
- En medio de la cordillera de los Andes se desarrollan cuencas transandinas.
- Cerca del mar se encuentran los campos de hielo.
- Los relieves se ven desgastados por la acción de los hielos.
- Existen zonas hundidas que son ocupadas por el mar.
- Producto del trabajo de los hielos, se observan grandes cantidades de accidentes costeros como fiordos, ensenadas, islotes, islas, penínsulas, etc.